# 旅客船

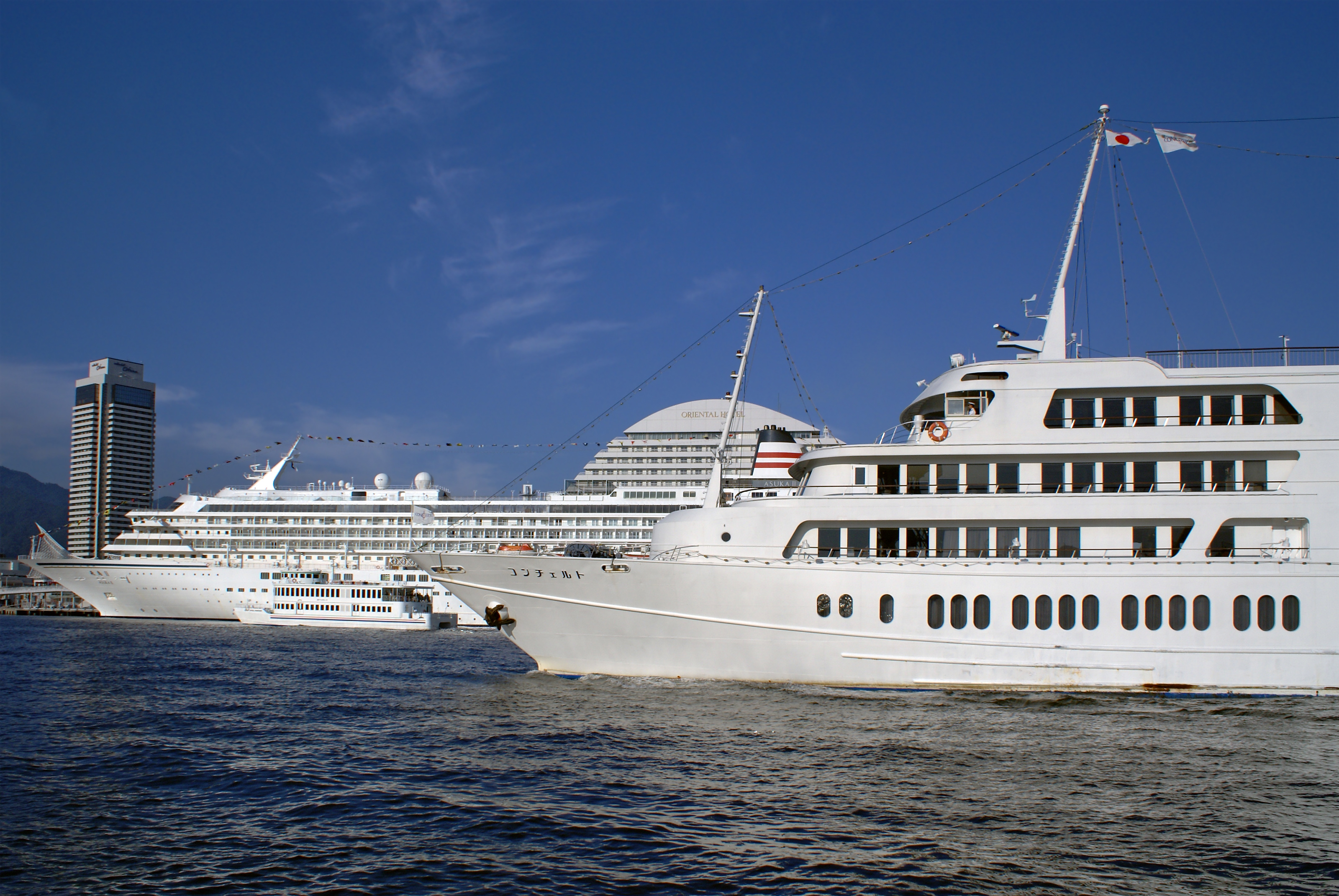
手前からコンチェルト（レストラン船）、ロイヤルプリンセス（遊覧船）、飛鳥II（クルーズ客船）, 神戸港にて

旅客船（りょかくせん）とは、旅客輸送のみが行える船舶である。客船ともいう。

## 定義
関連各法令では、旅客船を以下のように定義している。
- 船舶安全法 - 十二人ヲ超ユル旅客定員ヲ有スル船舶
- 海上運送法・港湾運送事業法 - 十三人以上の旅客定員を有する船舶

## 旅客船の種類
- 高速船：高速に旅客を輸送するものである。形態として通常の船型のものと、水中翼船、ホバークラフトなどの特殊なものがある。
- クルーズ客船：宿泊設備を持ち、豪華な船内設備・食事の提供、サービス要員や医師・看護師などが乗り組んでおり、クルーズとして長期間の船旅を楽しむものである。
- レストラン船：食事をしながらの数時間の航海を楽しむものである。
- 遊覧船：港湾や湖沼内を周遊して1時間程度の航海を楽しむものである。

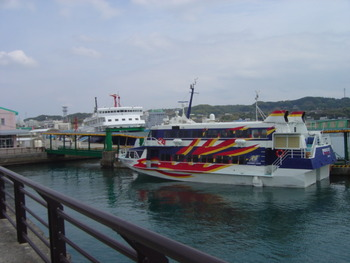
高速船ジェットフォイル（水中翼船）「ロケット」・種子島・西之表港にて
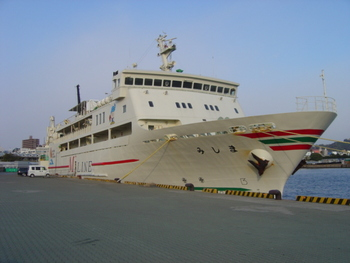
貨客船フェリーみしま・鹿児島本港・北埠頭にて
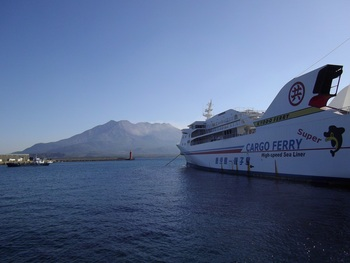
貨物船新さつま・鹿児島新港にて
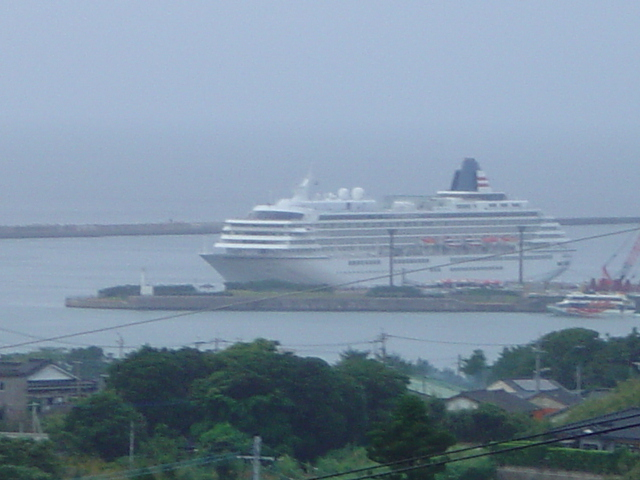
郵船クルーズのクルーズ客船・飛鳥II
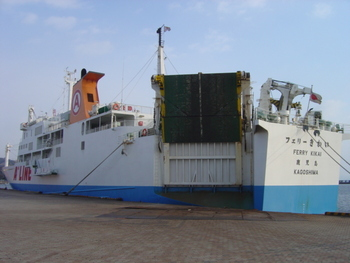
貨客船フェリー喜界
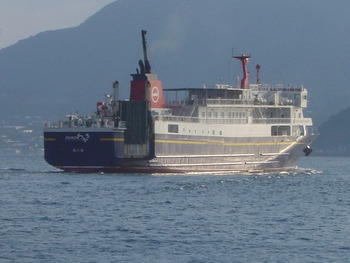
貨客船プリンセスわかさ
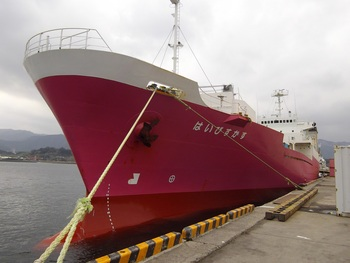
貨客船はいびすかす
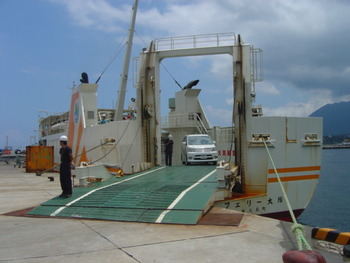
貨客船フェリー太陽

運航形態から次のように区分される。
- 内航客船：もっぱら国内のみを航行する。
- 外航客船：外国へ航行する。